# Pierre Lanzenberg
Pierre Salomon Lanzenberg (3 janvier 1900, Colmar - 30 mars 1943, Sobibór, Pologne) est un médecin dermatologue français, membre de la Résistance, arrêté lors de la Rafle de la rue Sainte-Catherine à Lyon, par la Gestapo, sous les ordres de Klaus Barbie. Il est déporté et assassiné au Camp d'extermination de Sobibor, en mars 1943.

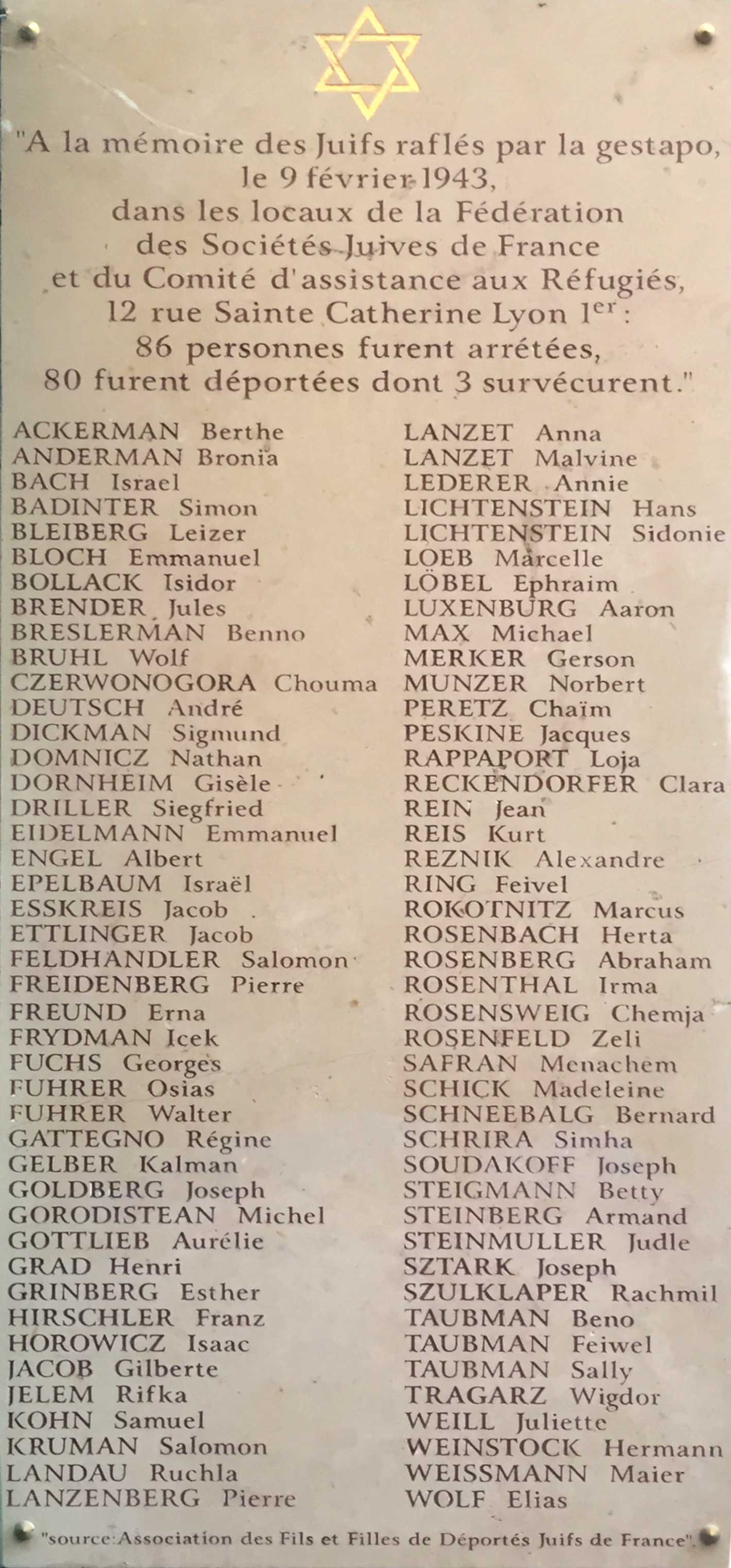
Plaque rue Sainte-Catherine.

## Biographie
Pierre Salomon Lanzenberg naît le 3 janvier 1900 à Colmar, Haut-Rhin. Il est le fils d'Albert Jean Lanzenberg et de Alma (Aline) Henriette Gensburger. Il a une sœur, Lucie Sarah Wolff. 
Il est élève au lycée Bartholdi de 1906 à 1918. Élève de Lucien-Marie Pautrier fondateur de l'école de dermatologie de Strasbourg, qui dirige sa thèse (Contribution à l'étude du diagnostic des adénopathies inguinales, Éditions universitaires de Strasbourg, 1928), il devient médecin. En 1940, il est chef de clinique dermatologique à Strasbourg.
Il est expulsé après les décrets anti-juifs à Clairvivre, en Dordogne.
Il se réfugie à Montpellier puis à Lyon, où il accepte un poste à l'OSE.
En 1942, il devient gérant de la Maison des médecins de l'UGIF à Bron près de Lyon.

### La rafle de la rue Sainte-Catherine
Pierre Lanzenberg, médecin au centre médico-social de Lyon, de l'UGIF, rue Sainte-Catherine, est arrêté le 7 février 1943 avec son assistante Marcelle Loeb, (dite "Topy"), âgée de 17 ans,, lors de la rafle de la rue Sainte-Catherine à Lyon. L'équipe de Pierre Lanzenberg continue toutefois à travailler jusqu'à la  Libération à Lyon et à Grenoble.

### Déportation
Il est transféré au Camp de Drancy puis le 9 mars 1943, au camp de transit de Beaune-la-Rolande. Le 23 mars 1943, il est renvoyé à Drancy.
Pierre Lanzenberg et Marcelle Loeb sont déportés dans le convoi n° 53 du 25 mars 1943 qui part du camp de Drancy et arrive au camp d'extermination de Sobibor. Ils y sont assassinés le 30 mars 1943.

## Publications
Seul ou en collaboration, Pierre Lanzenberg est l'auteur de plusieurs articles ou communications de dermatologie. 
- P Lanzenberg, « Erythème polymorphe à poussée récidivante », Annales de dermatologie et de syphiligraphie, vol. 8,‎ 1927
- P Lanzenberg, « Lymphogranulomatose de Nicolas Favre », Bulletin de la société française de dermatologie et de syphiligraphie,‎ 1930
- Lévy et Lanzenberg, « Alopécie post-favique en petits foyers simulant une pseudo-pelade », Bulletin de la société française de dermatologie et de syphiligraphie,‎ 1930
- Communication de P. Lanzenberg, « Maladie des vagabonds, avec pigmentation de la muqueuse buccale », Bulletin de la société française de dermatologie et de syphiligraphie, vol. 8,‎ 10 janvier 1932
- Communication de P Lanzenberg et R Glasser, « Tuberculose verruqueuse de la fesse droite », Archives de médecine des enfants, Masson et Cie, vol. 37,‎ 1934
- P Lanzenberg et R Burgun, « Grande acné vermoulante et à pont fibreux », Revue française de dermatologie et de vénéreologie, vol. 14,‎ 1938
- Communication de L.M. Pautrier et P. Lanzenberg, « Tuberculides de la face à petits nodules non ulcérés », Revue française de dermatologie et de vénéreologie, vol. 14, no 2,‎ 1938
- P. Lanzenberg et R. Aron, « Lupus à placards multiples disséminés sur le corps et lupus mysomateux de l'oreille », Revue française de dermatologie et de vénéreologie, vol. 15, no 1,‎ 1939